# 謝納加德奧羅
謝納加德奧羅是哥倫比亞的城鎮，位於該國北部，由科爾多瓦省負責管轄，距離首府蒙特里亞35公里，始建於1776年12月15日，面積51平方公里，海拔高度13米，2005年人口53,403。
8°53′N 75°37′W / 8.883°N 75.617°W